# باکلند، آکسفوردشر
باکلند (به انگلیسی: Buckland) یک روستا و محله مدنی در بریتانیا است که در ویل آو وایت هرس واقع شده‌است. باکلند ۱۸٫۲۳ کیلومتر مربع مساحت و ۵۸۸ نفر جمعیت دارد.